# Arthur Vanderpoorten
Arthur Vanderpoorten (Puurs, 17 février 1884 - Bergen-Belsen, 3 avril 1945) est un homme politique belge libéral flamand qui a rempli la fonction de ministre des Travaux publics et de l'Intérieur avant et pendant la Seconde Guerre mondiale. 

## Biographie
Pierre François Arthur Vanderpoorten, né le 17 février 1884 à Puurs, est le fils de Frédéric Vanderpoorten, gendarme, et de Wilhelmina Claes. Il est le père du ministre  Herman Vanderpoorten (nl) et le grand-père des ministres Patrick Dewael et Marleen Vanderpoorten.
Il était directeur-administrateur d'une société. Il est devenu président de la Verbond Liberaal Vlaams et fut sénateur libéral (1936-1944). Il fut ministre des travaux publics et de la réduction du chômage (1939) et ministre de l'Intérieur (1940). 
À l'invasion des troupes allemandes en mai 1940, Vanderpoorten suivit le gouvernement en exil en France, mais ne se rendit pas à Londres. En novembre 1942, les troupes allemandes occupent la France de Vichy, jusque-là inoccupée. La liberté de Vanderpoorten fut fortement restreinte. Il a été appréhendé en janvier 1943, soupçonné d'avoir porté assistance à un réseau de fuite de réfugiés vers le Royaume-Uni. Il est déporté en Allemagne et meurt moins de deux semaines avant que les troupes britanniques ne libèrent le camp de concentration de Bergen-Belsen.
À la suite de son décès à Bergen-Belsen le 3 avril 1945, il est inhumé avec les honneurs militaires le 5 mai 1951 au cimetière de Lierre.

## Distinctions
- Grand-croix de l'ordre de la Couronne à titre posthume en 1945 (Belgique)[4].

## Sources
- (en) Cet article est partiellement ou en totalité issu de l’article de Wikipédia en anglais intitulé « Arthur Vanderpoorten » (voir la liste des auteurs).